# Juan Comneno Asen
Juan Comneno Asen (en búlgaro: Йоан Комнин Асен, romanizado: Yoan Komnin Asen; en griego: Ίωάννης Κομνηνός Ἀσάνης, romanizado: Iōannēs Komnēnos Asanēs; en serbio: Јован Комнин Асен, romanizado: Jovan Komnin Asen) fue el gobernante del Principado de Valona alrededor de 1345 a 1363, inicialmente como un vasallo de Serbia y después de 1355 como un señor independiente. Descendiente de la nobleza búlgara fue hijo de Esratsimir de Kran y, hermano del zar Iván Alejandro y Helena de Bulgaria, la esposa del emperador Esteban Dušan de Serbia. Quizás en busca de mejores oportunidades, emigró a Serbia, donde se casó con la hermana del gobernante serbio. Ahí, le fue concedido el título de déspota por Esteban Dušan, quien lo puso a cargo de sus territorios en el sur de la actual Albania.
Como déspota de Valona, Juan estableció relaciones comerciales con Venecia y Ragusa. Después del fallecimiento de Dušan en 1355, se puso del lado de Simeón Uroš en el subsiguiente conflicto por el trono serbio. Con la ayuda de Venecia, Juan mantuvo la esencial condición independiente del Principado de Valona. Probablemente murió de peste en 1363 y fue sucedido por Alejandro Comneno Asen, quien fue probablemente hijo de su primera esposa cuyo nombre es desconocido. Juan se casó por segunda vez con una noble epirota llamada Ana Paleóloga.

## Orígenes y vasallo de Serbia

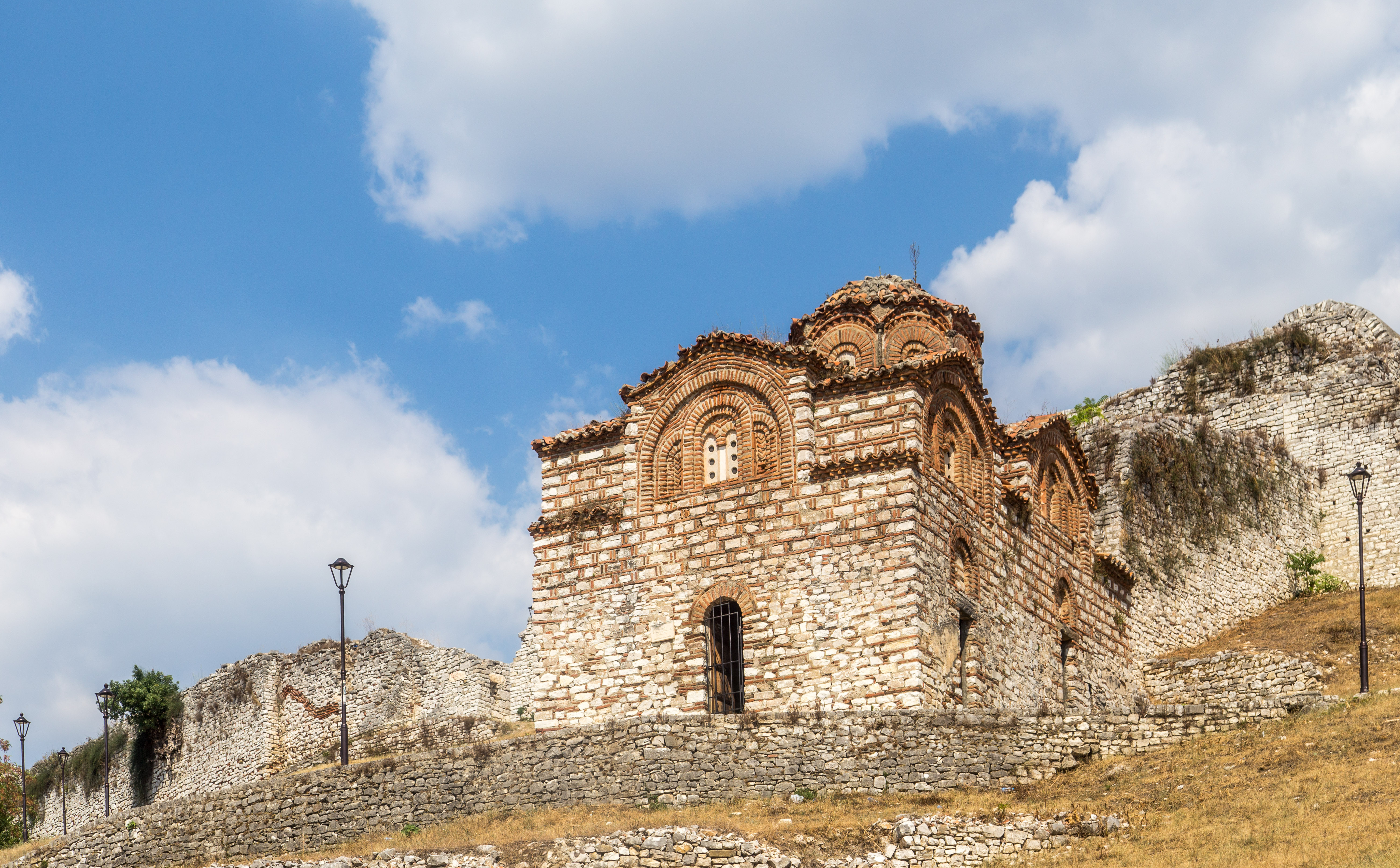
El castillo de Berat estuvo bajo el gobierno de Juan Comneno Asen a mediados del.

Si bien se desconoce la fecha de nacimiento de Juan Comneno Asen, su origen está claramente documentado en las fuentes. En ambos lados, descendía de los rangos más altos de la nobleza búlgara del xiv. Nació de Keratsa Petritsa, una hija del déspota Shishman de Vidin, y Esratsimir, déspota de Kran. La madre de Juan era descendiente de la dinastía Asen como nieta del zar Iván Asen II. Sus hermanos fueron Iván Alejandro, que ascendería al trono búlgaro en 1331, y Helena, que se casó con el gobernante serbio Esteban Dušan en 1332. A pesar de que a Juan se le llamaba comúnmente Comneno en las fuentes, sus relaciones con esa familia bizantina son más bien escasas. Tenía derechos sobre ese nombre ya sea por la descendencia de su madre con los Asen, ellos mismos relacionados con los Comneno, o por su matrimonio con Ana Paleólogo.
No se sabe exactamente por qué Juan emigró a Serbia en lugar de asumir un puesto de alto rango en Bulgaria, como sugerirían sus ascendencias y lazos familiares. El historiador búlgaro Iván Bozhilov opina que Juan no buscaba refugio político en Serbia. En cambio, lo más probable es que se haya mudado a ese país con la creencia de que la expansión territorial y la influencia política de Serbia en ese período le asegurarían mejores oportunidades de carrera. Presuntamente, Juan acompañó a su hermana Helena cuando ella se mudó a Serbia para casarse con Esteban Dušan en 1332.
Juan fue mencionado por primera vez como el déspota de Valona en 1350 y su presencia documentada en las tierras albanesas solo data de 1349. Sin embargo, lo más probable es que se le otorgue el título ya en 1345 o 1346, cuando Esteban Dušan fue proclamado emperador (zar). El académico estadounidense John Fine cree que esto sucedió inmediatamente después de la coronación de Dušan en 1346. Junto con el medio hermano de Dušan, Simeon Uroš y Jovan Oliver, Juan fue una de las tres personas en llevar ese título bajo Dušan.
Juan fue instalado como gobernante de Valona a finales de 1345, a raíz de la conquista serbia del sur de Albania del Imperio bizantino, que concluyó a más tardar en agosto de 1345. Además del puerto adriático de Valona (actual Vlorë), el feudo de Juan incluía la cercana Kanina y el castillo interior de Berat al noreste. Aparte de eso, la extensión de su dominio es incierta. Las estimaciones del área que Juan gobernó van desde todo el centro de Albania hasta solo las tres ciudades mencionadas, y el resto permanece bajo el gobierno de la nobleza albanesa local , que le debía lealtad a Juan o a Stephen Dušan directamente. Al sur, el apacentamiento de Juan limitaba con las tierras de Simeón Uroš, el gobernante de Epiro.

## Relaciones con Venecia e independencia
En 1349, Juan saqueó un barco comercial veneciano que había naufragado en la costa que él controlaba, de acuerdo con el principio medieval de derecho de naufragio. Este acto requirió la participación de Dušan para resolver la disputa entre Venecia y Juan, como lo demuestra un documento oficial del 13 de abril de 1350. A pesar de este conflicto, bajo Juan, el Principado de Valona fue un socio activo de Venecia y Ragusa (actual Dubrovnik) en el comercio marítimo. Dos recibos del 27 de abril de 1350 documentan el papel de Juan como mediador en el comercio de ganado, azúcar y pimienta y revelan que recibió importantes ingresos de la aduana de Valona. La aduana era rentable porque el puerto era visitado a menudo por barcos mercantes. Aunque todos estos documentos fueron escritos en eslavo, Juan firmó su nombre en griego, lo que da testimonio de su helenización. En ese momento, Juan también tenía vínculos con los gobernantes mamelucos de Egipto, quienes se dirigían a él como "rey de Serbia y Bulgaria" en la correspondencia.
En 1353, Juan y su familia obtuvieron la ciudadanía veneciana, lo que sugiere que su dominio estaba bajo la protección de Venecia. La muerte prematura de Dušan en 1355 sumió al Imperio serbio en una guerra civil. En ese conflicto, Juan se puso del lado del yerno de su esposa, Simeón Uroš, contra el sucesor legítimo Esteban Uroš, que era hijo de Dušan y sobrino de Simeón Uroš. Si bien el intento de Simeón de tomar el trono fue desafortunado y Uroš incluso capturó Berat en 1356, Juan logró preservar las tierras que le quedaban y se independizó tanto de Simeón como de Uroš. La amenaza de Nicéforo II Orsini, que ganaba terreno en Tesalia y Epiro, obligó a Juan a solicitar el envío de un buque de guerra veneciano y un administrador de Venecia para tomar el control de su dominio, a lo que la república se comprometió.
El historiador búlgaro Hristo Matanov conjetura que después de 1355, Juan pudo haber acuñado su propia moneda destinada al comercio con socios fuera de los Balcanes interiores. Basa esta teoría en una nueva lectura de varias inscripciones de monedas en latín como Monita despoti Ioanni instead of Monita despoti Oliveri, como se pensaba anteriormente. La nueva lectura, que identificaría las monedas como acuñadas por Juan, fue propuesta por el numismático yugoslavo Nedeljković, quien rechaza la atribución inicial de estas monedas a Jovan Oliver.
Un documento comercial del 30 de enero de 1359, que da testimonio de las continuas relaciones comerciales de Juan con Venecia, es cronológicamente la última referencia a su actividad en fuentes contemporáneas. Si bien no se registró la fecha de su muerte, es probable que Juan pereciera durante la epidemia de peste que azotó a Valona y Durazzo (actual Durrës) en 1363.

## Matrimonio y descendencia
El primer matrimonio de Juan probablemente data después de su llegada a Serbia, aunque se desconoce la identidad de su primera esposa, si es que la tuvo. Si el próximo gobernante de Valona, Alejandro Comneno Asen, fuera su hijo, entonces habría nacido alrededor de 1346-1348, ya que ya era adulto en 1363-1366. Esto colocaría el posible primer matrimonio de Juan unos años antes del nacimiento estimado de Alejandro. Alrededor de 1350-1355, Juan se casó con Ana Paleólogo, nieta del emperador bizantino Miguel VIII Paleólogo y viuda de Juan II Orsini, el déspota de Epiro. Este matrimonio con una mujer noble epirota consolidó y legitimó la posición de Juan en la región. Además de Alejandro, otro hijo muy probable de Juan Comneno Asen fue una tal Comnena, la esposa de Balša II que había sucedido a Alejandro como gobernante de Valona a principios de 1372.